# Ressègue
Le Ressègue est une rivière du département Cantal, en France affluent du Célé sous-affluent du Lot donc sous-affluent de la Garonne.

## Géographie
De 22,4 km de longueur, le Ressègue prend sa source sur la commune de Marcolès dans le département du Cantal sous le nom de ruisseau de Coufols et se jette dans le Célé sur la commune de Saint-Constant.

## Département et communes traversées
- Cantal : Marcolès, Saint-Antoine, Saint-Constant, Mourjou, Calvinet, Leynhac.

## Principaux affluents
- Ruisseau de la Marue : 7,8 km
- Ruisseau du Sauvage  : 5 km